# العنصرية في روسيا
تظهر العنصرية في روسيا، على نحو رئيسي، في شكل مواقف وتصرفات سلبية من جانب بعض الروس تجاه أشخاص ليسوا من أصل إثني روسي. تشمل العنصرية الروسية، على نحو تقليدي، معاداة السامية ورهاب التتار، فضلًا عن العداء تجاه الإثنيات المختلفة من القوقاز وآسيا الوسطى وشرق آسيا وأفريقيا. في عام 2006، ذكرت منظمة العفو الدولية أن العنصرية في روسيا «خرجت عن نطاق السيطرة». لدى روسيا أيضًا واحدًا من أعلى معدلات الهجرة في أوروبا الشرقية.

## السياسة والشعور العام
| السنة   | الوفيات | الإصابات |
| ------- | ------- | -------- |
| 2004    | 46      | 208      |
| 2005    | 47      | 461      |
| 2006    | 62      | 564      |
| 2007    | 85      | 605      |
| 2008    | 109     | 486      |
| 2009    | 84      | 434      |
| 2010    | 38      | 377      |
| 2011    | 20      | 130      |
| 2012    | 18      | 171      |
| 2013    | 20      | 173      |
| 2014    | 19      | 103      |
| 2015    | 9       | 68       |
| 2016    | 7       | 69       |
| 2017    | 4       | 64       |
| 2018    | 4       | 52       |
| المجموع | 572     | 3965     |
| المجموع | 4537    |          |

مسح إحصائي أجراه مركز ليفادا سؤل فيه المشاركين حيال إذا ما وافقوا الرأي بشأن عبارة "الروس هم روس." تشير هذه العبارة إلى الرأي القائل بأن روسيا ينبغي أن تكون لذوي الإثنية الروسية فقط دون باقي المكونات الإثنية الأخرى من الشعب.

في عام 2006، ذكرت منظمة العفو الدولية أن العنصرية في روسيا «خرجت عن نطاق السيطرة». لدى روسيا أيضًا واحدًا من أعلى معدلات الهجرة في أوروبا الشرقية.
بين عامي 2004 و 2008، وقعت أكثر من 350 جريمة قتل عنصرية، وقدَّر فيركوفسكي، رئيس منظمة سوفا المناهضة للعنصرية، أن نحو 50% من الروس يعتقدون أنه ينبغي طرد الأقليات الإثنية من منطقتهم. في الوقت نفسه، انتقد فلاديمير بوتين بشدة الرأي القائل بأن روسيا ينبغي أن تكون «للإثنيات الروسية فقط»، مشيرًا إلى ضرورة الحفاظ على الوئام في اتحاد متعدد الإثنيات. لاحظ النقاد الغربيون أنه خلال هذه الفترة ربما كانت الجماعات العنصرية والقومية المتطرفة هي المعارضة اليمينية الأكثر بروزًا لحكومة بوتين.
في 20 أبريل 2011، عُزل كونستانتين بولتورانين، المتحدث باسم دائرة الهجرة الفيدرالية، بعد أن قال «إن بقاء العرق الأبيض أصبح على المحك».
في 24 أكتوبر 2013، دعا فلاديمير جيرينوفسكي، زعيم الحزب الليبرالي الديمقراطي الروسي القومي المتطرف، المشهور بغضبه الذي تصدر العناوين الرئيسية، في كلمة ألقاها أثناء برنامج بيدوناك على القناة التلفزيونية روسيا 1، إلى فرض قيود على معدل المواليد في منطقة شمال القوقاز الروسية، التي يغلب عليها المسلمون، وتقييد حركة أشخاص تلك المنطقة عبر البلاد. صدر غضبه هذا بعد وقت قصير من الهجوم الإرهابي الذي ضرب فولغوغراد، الذي أسفر عن مقتل العديد من الروس الأبرياء. اعتذر جيرينوفسكي عن ما قاله في لحظة انفعال. خلال البرنامج، أُجري استطلاع رأي موجه لعامة الناس عبر الرسائل النصية والإنترنت. فاز جيرينوفسكي بهذا التصويت الشعبي، إذ صوت أكثر من 140 ألف روسي لصالحه. يعتقد بعض القوميين الروس أن أفضل طريقة لوقف الزيادة في هجرة المسلمين هي استخدام الأساليب القمعية «لوقف المد». في عام 2006، تحول شجار في مقهى في مدينة كوندوبوغا، بجمهورية كاريليا، شارك فيه مهاجرون شيشانيون وروسيون محليون، إلى أعمال شغب طاحنة استمرت لعدة أيام.

## العنصرية حسب الفئة المستهدفة

### الأفارقة
كانت المواقف الرسمية تجاه الشعوب الأفريقية، على نحو عام، محايدة أثناء الاتحاد السوفيتي، بسبب برنامجه الأممي. كجزء من دعمه لإنهاء استعمار أفريقيا، وفر الاتحاد السوفيتي التعليم المجاني لمواطني الدول الأفريقية. أُلحق الطلاب الأفارقة (فضلًا عن غيرهم من الطلاب الأجانب) بالعديد من مؤسسات التعليم العالي في مختلف أنحاء البلاد، وكان أشهرها الجامعة الروسية لصداقة الشعوب، التي كانت تعرف آنذاك باسم جامعة باتريس لومومبا للصداقة بين الشعوب، على اسم الثوري ورئيس الوزراء الكونغولي.
في استطلاع حديث، وجدت الكنيسة البروتستانتية في موسكو أن أكثر من نصف الأفريقيين في موسكو تعرضوا لاعتداءات جسدية في الماضي. تشيع الاعتداءات في مترو موسكو، والإهانات بوصفهم «قرود» متواترة لدرجة أن الطلاب توقفوا عن الإبلاغ عنها.
في عام 2010، أصبح جان ساغبو أول رجل أسود في روسيا يُنتخب للحكومة. وهو عضو في المجلس البلدي لقرية نوفوزافيدوفو، على بعد 100 كم (62 ميل) شمال موسكو.
بيعت ملصقات ولعب تصور باراك أوباما، رئيس الولايات المتحدة حينئذ، على أنه قرد في متاجر روسية عام 2015، ونشرت عضو في مجلس الدوما، إيرينا رودنينا، صورة لأوباما مع موزة على تويتر.
باع سوبر ماركت يملكه أحد التتار في تتارستان تقاويم تحتوي على صور للرئيس الأميركي أوباما تصوره كقرد، ورفض في البداية الاعتذار عن بيع التقويم. أُجبروا لاحقًا على إصدار اعتذار.
في منتصف عام 2016، بعد تصاعد التوترات بين الولايات المتحدة وروسيا، أنتج مصنع آيس كريم في تتارستان آيس كريم «أوبامكا» (أوباما الصغير) مع تغليف يظهر فيه طفل أسود يرتدي قرطًا، وكانت هذه الخطوة بمثابة إيضاح لمعاداة الولايات المتحدة في روسيا والعنصرية المستمرة منذ الحقبة السوفيتية في البلاد. أوقفت الشركة، التي ذكرت أن الآيس كريم لم يكن يُقصد به غرضًا سياسيًا، إنتاج هذا النوع بعد فترة وجيزة من نشوء الجدل.

## جرائم الكراهية البارزة
في 9 فبراير 2004، طعنت مجموعة من النازيين الجدد حليقي الرؤوس فتاة طاجيكية عمرها تسع سنوات، تُدعى خورشيدا سلطانوفا، حتى الموت في سانت بطرسبرغ. في عام 2006، كشف الكيان الفيدرالي لسانت بطرسبرغ للتحقيقات الصحفية عن جناة مشتبه بهم بين أعضاء عصابة «الحشد المسعور».
في 14 يونيو 2011، أدانت محكمة مدينة سانت بطرسبرغ 12 عضوًا في العصابة التي يقودها ألكسي فوفودين وآرتيوم بروخورنكو لدورهم في عشرات الاعتداءات العنصرية.
في 15 ديسمبر 2008، حُكم على أرتور رينو وبافل سكاتشيفسكي بالأشغال الشاقة لمدة 10 سنوات لكل منهما لارتكابهما جريمة قتل 19 أجنبيًا. أُدرج أرتور رينو وبافل سكاتشيفسكي في قائمة الأشخاص الممنوعين من دخول المملكة المتحدة، وهم الروس الوحيدون في القائمة. السبب الذي يُساق هو أنهم «زعماء عصابة عنيفة تضرب المهاجرين وتنشر أفلامًا عن هجماتهم على شبكة الإنترنت. وهو ما يعتبر سلوكًا غير مقبول، لإثارته نشاط إجرامي خطير وسعيه لتحريض الآخرين على ارتكاب أعمال إجرامية خطيرة». قُتل القاضي إدوارد تشوفاشوف، الذي أدار المحاكمة، بإطلاق الرصاص عليه في يوم 12 أبريل 2010، أي بعد مرور أربعة أيام على إضافته سنتين إلى عقوبة السجن، البالغ مدتها 20 سنة، المحكوم بها على أحد أفراد عصابتهما.

### قتل النشطاء المناهضين للفاشية
- في 19 يونيو 2004، قُتل نيكولاي غيرينكو، وهو عالم بارز في علم الأعراق ومستشار لنحو 15 محاكمة تتعلق بجرائم الكراهية العرقية، باطلاق الرصاص عليه في شقته في سانت بطرسبرغ.[45] في 14 يونيو 2011، حُكم بالسجن على أعضاء من عصابة النازيين الجدد، «الحشد المسعور»، لارتكابهم عددًا من أعمال القتل، من ضمنها قتل غيرينكو.[41]
- في 13 نوفمبر 2005، قُتل تيمور كاتشارافا، وهو روسي من أصل جورجي معاد للفاشية.[46] في 7 أغسطس 2007، حُكم على ألكسندر شبالين بالسجن لمدة 12 عام لقتله.[47]
- في 19 يناير 2009، قُتل في موسكو محام وصحفي في مجال حقوق الإنسان،[48] يُدعى ستانسلاف ماركيلوف، بإطلاق الرصاص عليه لدى مغادرته مؤتمرًا صحفيًا. أُطلق الرصاص أيضًا على أناستازيا بابوروفا، الصحفية في صحيفة نوفيا جازيتا التي حاولت مساعدة ماركلوف، فأردتها قتيلةً.[49] في 6 مايو 2011، حكمت المحكمة على اثنين من القوميين الراديكاليين نيكيتا تيخونوف وصديقته يفغنيا خاسيس بالسجن المؤبد و18 سنة، على التوالي.[50]
- في 16 نوفمبر 2009، قُتل إيفان خترسكوي، وهو مغني بانك سابق ورئيس الأمن لعروض مناهضة الفاشية، في إحدى ضواحي موسكو.[51] اشتهر إيفان بتنظيمه دورات للدفاع عن النفس للأفراد المناهضين للفاشية وتوفيره الأمن في المؤتمرات الصحفية لستانسلاف ماركيلوف.[52]

## وصلات خارجية
- العنصرية ورهاب الأجانب - مركز سوفا
- تقرير - مجموعة هلسنكي بموسكو
- معلومات حول التمييز الإثني - جمعية ميموريال